# فريدريك لو أولمستد
فريدريك لو أولمستد (بالإنجليزية: Frederick Law Olmsted) (26 إبريل، 1822 – 28 أغسطس، 1903) كان مهندس مواقع، وصحفيًا، وناقدًا اجتماعيًا، ومديرًا عامًا. يُعتبر شعبيًا الأب لعمارة المشهد. اشتَهر أولمستد بمشاركته في تصميم العديد من المتنزهات الحضرية مع شريكه الرئيسي مالفيرت فوكس. تضمَّن أحد أعمال أولمستد الأولى تصميم متنزه والنوت هيل في نيو بريتن، كونيكتيكت. وشملت جهوده لاحقًا سنترال بارك في مدينة نيويورك، وبروسبكت بارك في بروكلين، نيويورك، وكادوالادر بارك في ترينتون. ترأَّس هندسة المشهد واستشارات التخطيط لأمريكا في أواخر القرن التاسع عشر، والتي استمر بها ووسعها أبناؤه، فريدريك الابن وجون سي، تحت اسم أولمستد براذرز.
تشمل المشاريع الأخرى التي شارك فيها أولمستد أول وأقدم نظام متناسق للمتنزهات والطرق السريعة المُشجَّرة العامة في البلد في بافالو، نيويورك؛ وأقدم متنزه وطني في البلاد، وهو محمية نياجارا في شلالات نياجارا، نيويورك؛ وأحد أول المدن المُخططة في الولايات المتحدة في ريفرسايد، إيلينويز؛ ومونت رويال بارك في مونتريال، كيبك؛ معهد الإحياء في هارتفورد، كونيتيكت؛ وإيميرلاند نيكلس في بوسطن، ماساتشوستس؛ وهايلاند بارك في روتشستر، نيويورك؛ وبيل إيل بارك، في ديترويت ريفر، ميشيغان؛ وجراند نيكلس أوف باركس في ميلووكي، ويسكونسن؛ وتشيروكي بارك ونظام الطرق الرئيسية في لويفيل، كنتاكي؛ وفورست بارك في سبرينغفيلد، ماساتشوستس البالغة مساحتها 735 فدانًا (297 هكتارًا)، وتضم أول «حوض سباحة للأطفال» عام في أمريكا؛ وبناية بالتيمور لجورج واشنطن فاندربيلت الثاني في آشفيل، كارولاينا الشمالية؛ والخطط الرئيسية لجامعة كاليفورنيا، بيركلي، وجامعة مين، وجامعة ستانفورد بالقرب من بالو التو، كاليفورنيا، وكذلك مدرسة لورنسفيل؛ ومونتيبيلو بارك في سانت كاثرينز، أونتاريو. وتشمل مشاريعه في شيكاغو: جاكسون بارك، وواشنطن بارك؛ وميدواي بليزانس للمعرض العالمي الكولومبي لعام 1893؛ والجزء الجنوبي من حلقة جادة «قلادة الزمرد» في شيكاغو؛ وحرم جامعة شيكاغو. وعمل على المناظر المحيطة بمبنى كابيتول الولايات المتحدة في واشنطن العاصمة.
كانت جودة عمارة المشهد لأولمستد معروفة لدى معاصريه، الذين انهالوا عليه بالمشاريع المهمة، وقال دانيال بورنهام عنه إنه «يرسم بالبحيرات والمنحدرات المشجرة؛ بالعشب والجداول والتلال المغطاة بالغابات؛ بالسفوح الجبلية ومناظر المحيطات...» ووضع عمله المعايير للتميُّز والتي ما زالت تؤثر في عمارة المشهد في الولايات المتحدة، وخصوصًا في سنترال بارك في مدينة نيويورك. وهو ناشط قديم ومهم في حركة الحفاظ على البيئة، ومن ضمنها العمل على شلالات نياجارا؛ ومنطقة آديرونداك في شمال ولاية نيويورك؛ ونظام المتنزه الوطني؛ رغم قلة ما يُعرَف عن ذلك، لعب دورًا رئيسيًا في تنظيم وتوفير الخدمات الطبية إلى جيش الاتحاد في الحرب الأهلية.

## النشأة والتعليم
وُلد أولمستد في هارتفورد، كونيتيكت، في 26 أبريل 1822. كان والده جون أولمستد تاجرًا ناجحًا ومهتمًا اهتمامًا شديدًا بالطبيعة والناس والأماكن؛ أظهر فريدريك لو وشقيقه الأصغر، جون هول هذا الاهتمام أيضًا. توفيت والدته تشارلوت لو (هول) أولمستد قبل عيد ميلاده الرابع. تزوج والده للمرة الثانية عام 1827 من ماري آن بول، والتي شاركت زوجها حبه الشديد للطبيعة وربما كان لديها ذوق مصقول أكثر.
عندما كان أولمستد جاهزًا تقريبًا لدخول كلية ييل، أَضعَف تسمم السماق عينيه، فتخلى عن خططه الجامعية. بعدما عمل بحارًا متدربًا، وتاجرًا، وصحافيًا، استقر أولمستد في مزرعة بمساحة 125 فدانًا في يناير 1848 على الشاطئ الجنوبي لجزيرة ستاتين، نيويورك، وهي مزرعةٌ ساعده والده في الحصول عليها. كان اسم هذه المزرعة في الأصل «وودز أوف آردن»، وهو الاسم الذي اختاره إيراستوس ويمان. (وهو المنزل الذي عاش فيه أولمستد والذي ما زال موجودًا حتى الآن في 4515 هيلان بوليفارد، بالقرب من طريق وودز أوف آردن).
زواجه وعائلته
في 13 يونيو، 1859، تزوج أولمستد من ماري كليفيلاند (بيركنز) أولمستد، أرملة شقيقه جون (الذي توفي عام 1857). وكان عمدة نيويورك دانيال فاوسيت تايمان ضيف شرف في زواجهما. تبنى أولمستد أطفالها الثلاثة (أبناء وابنة شقيقه)، جون تشارلز أولمستيد (مواليد 1852)، وتشارلوت أولمستد (التي تزوجت لاحقًا شخصًا من عائلة براينت)، وأوين أولمستد.
أنجب فريدريك وماري طفلين أيضًا بقيا على قيد الحياة بعد فترة الرضاعة: ماريون، مواليد 28 أكتوبر، 1861، وفريدريك لو أولمستيد الابن، من مواليد 1870. كان طفلهم الأول جون ثيودور أولمستد قد وُلد في 13 يونيو، 1860 وتوفي في فترة الرضاعة.

## سيرته المهنية

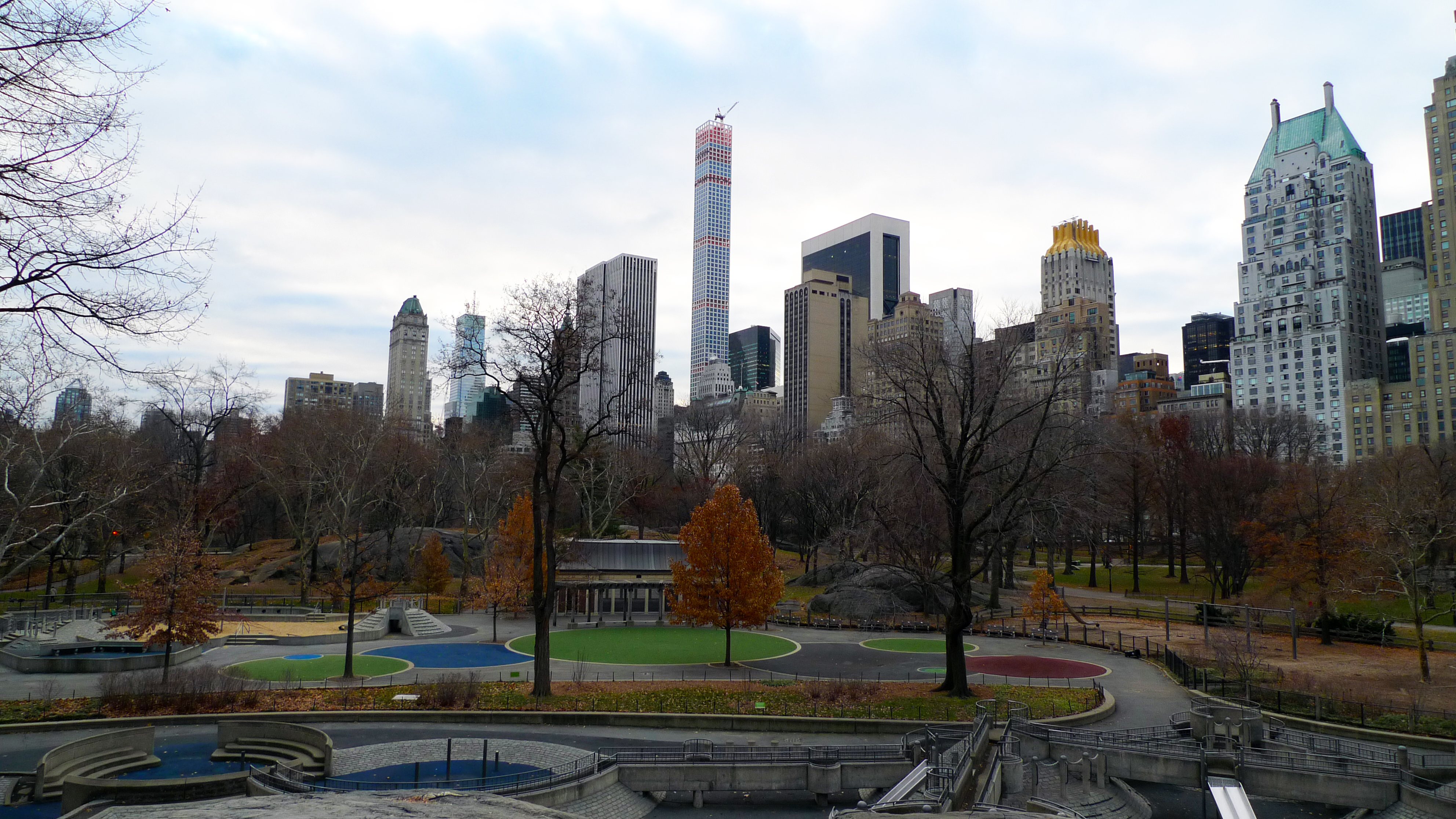
حدائق سنترال بارك في مدينة مانهاتن الأمريكية.

### الصحافة
كان لأولمستد سيرة مهنية مرموقة في الصحافة. سافر عام 1850 إلى إنجلترا ليزور الحدائق العامة، حيث أُعجب بشكل كبير ببريكينهيد بارك لجوزيف باكستون. وكتب بعد ذلك ونشر ووكس آند توكس أوف آن أميريكان فارمر إن إنجلاند عام 1852. ساعده هذا في حصوله على عمل إضافي.
لاهتمامه باقتصاد العبيد، كلفته نيويورك ديلي تايمز (نيويورك تايمز الآن) بالمباشرة برحلة بحث موسعة في الجنوب الأمريكي وتكساس منذ عام 1852 وحتى 1857. جُمعت برقياته إلى التايمز في ثلاث مجلدات (رحلة في ولايات العبيد الساحلية (1856)، رحلة في تكساس (1857)، رحلة في المناطق النائية في شتاء عامَي 1853-1854 (1860)).
تعد هذه تقاريرًا حيةً للجنوب بصيغة المتكلم لفترة ما قبل الحرب. نُشرت في ملخص من مجلد واحد، بعنوان رحلات واستكشافات في مملكة القطن (1861) في إنجلترا خلال الأشهر الستة الأولى للحرب الأهلية الأمريكية، وبناءً على اقتراح الناشر الإنجليزي لأولمستد.
كتب مقدمةً جديدةً (عن «الأزمة الحالية»). وضَّح آراءه حول تأثير العبودية على الاقتصاد والظروف الاجتماعية للولايات الجنوبية:

أعطتني مشاهدتي الخاصة للحالة الحقيقية للناس في ولايات العبيد ... انطباعًا بأن احتكار القطن ضرَّهم بطريقة ما أكثر مما نفعهم؛ وعلى الرغم من أن السرد المكتوب لما رأيته لم يكن هدفه أن يبين هذا، عند مراجعتي لها للنشر الحالي، أجد أن الانطباع أصبح اقتناعًا. 
ناقش أولمستد بأن العبودية جعلت ولايات العبيد غير كفؤة (تطلبت كمية معينة من العمل 4 أضعاف الوقت الذي تتطلبه في فيرجينيا في الشمال) ومتخلفةً اقتصاديًا واجتماعيًا. قال إن أرباح العبودية يتمتع بها ما لا يزيد عن 8000 من مالكي المزارع الكبيرة؛ وكان لمجموعة أكبر إلى حد ما مستوى معيشةٍ يُقارب مستوى معيشة رجل الشرطة في مدينة نيويورك، لكن نسبة الرجال البيض الأحرار الذين كانوا ميسوري الحال بمستوى العاملين الشماليين صغيرة. كان معنى العبودية أن «نسبة الرجال الذين يحسنون من وضعهم أقل بكثير من أي مجتمع شمالي؛ وأن الموارد الطبيعية للأرض كانت غير مستغلة بشكل غريب، أو كانت تُستغل باقتصاد ضعيف».
اعتقد أولمستد أن الافتقار للطبقة الجنوبية المتوسطة من البيض والفقر العام للبيض في الطبقة الدنيا منع تطور العديد من المرافق الحضارية التي كانت من الأمور المسلم بها في الشمال.
سكان ولايات القطن فقراء بأسرهم. يعملون قليلًا، ويُنجزون ذلك العمل القليل بصورة سيئة؛ ويكسبون القليل، ويبيعون القليل؛ يشترون القليل، ولديهم القليل - القليل جدًا – من وسائل الرفاهية والراحة المنتشرة في الحياة المتحضرة. فقرهم ليس ماديًا فقط؛ بل هو فكريٌ وأخلاقيٌ أيضًا ... لم يكونوا كرماء ولا مضيافين ولم يكن حديثهم حديث رجال بنفس مقدار الشجاعة.
بين سفره في أوروبا والجنوب، عمل أولمستد محررًا لمجلة بوتنام لعامين ووكيلًا مع ديكس، إيدواردز وشركاه، قبل إفلاس الشركة خلال حالة الذعر في عام 1857. وفَّر أولمستد دعمًا ماليًا لمجلة ذا نيشن وكتب لها من وقت لآخر، والتي تأسست عام 1865.

### حديقة سنترال بارك في مدينة نيويورك
بدأت فكرة تصميم حديقة سنترال بارك من المهندس المعماري أندرو داونينج حيث كان صديق وزميل أولمستيد. وبعد وفاة أندرو شارك أولمستيد مع كالفيرت فاكس في مسابقة لتصميم حديقة السنتراك بارك في نيويورك. في عام 1858 تم إعلان فوزهم بتصميم الحديقة.
الفكرة الأساسية في تصميم الحديقة هو العدل الإجتماعي. أراد أولمستيد أن يوجد مكان يتشارك فيه مختلف طبقات المجتمع في مكان واحد. وفكرته أن المساحات الخضراء المشتركة يحب أن تكون دائما متاحة بشكل متساوس لجميع فئات المجتمع.

## روابط خارجية
- فريدريك لو أولمستد على موقع الموسوعة البريطانية (الإنجليزية)
- فريدريك لو أولمستد على موقع ميوزك برينز (الإنجليزية)
- فريدريك لو أولمستد على موقع إن إن دي بي (الإنجليزية)